# Exidy Sorcerer
El Sorcerer es uno de los primeros ordenadores domésticos, lanzado por la compañía de  videojuegos Exidy en 1978. Basado en el Zilog Z80 y en el diseño general del bus S-100, que se estaba convirtiendo en estándar por esos años, el Sorcerer fue comparativamente avanzado cuando se lanzó, especialmente en comparación con el Commodore PET, de mayor éxito comercial, y el TRS-80. El diseño básico fue propuesto por Paul Terrell, antiguo integrante de Byte Shop, una tienda de computadoras pionera.
El Sorcerer es el primer ordenador en usar cartuchos ROM. Básicamente es un equipo de Bus S-100 (como los Altair) en una carcasa de teclado, que integra la tarjeta de video y el port de casete. El bus S-100 se presenta como un conector de cinta de 50 pines, en el que se puede conectar directamente las unidades de disquetes (primera posibilidad de ampliación), usar una caja auxiliar (Expansion Unit, con seis zócalos S100 y un costo de US$419 (equivalente a $1957 en 2023)) o usar un combo de monitor de 12 pulgadas, dos unidades de disquete y una caja de expansión (Video/Disk, con un precio de US$2995 (equivalente a $13 991 en 2023)). 
En Estados Unidos lo distribuye Exidy (Dynasty Computer Corp, una compañía de Dallas, Texas, obtiene una licencia para comercializarlo como Dynasty smart-ALEC, nombre por el que también es conocido). Al carecer de un fuerte apoyo de su empresa matriz, que se centró en el exitoso mercado de juegos de arcade, Sorcerer se vendió principalmente a través de distribuidores internacionales y acuerdos de licencia de tecnología. Acuerdos de distribución con Dick Smith Electronics en Australia (el Sorcerer Computer Users group of Australia (SCUA) sigue soportando al equipo con expansiones como tarjetas de 80 columnas, ampliaciones de memoria y aceleradores de CPU) y Liveport en el Reino Unido, así como con Compudata, que incluían una licencia de fabricación para construir, comercializar y distribuir la línea de computadoras Tulip en Europa. El sistema sigue siendo relativamente desconocido fuera de estos mercados.
Tras la quiebra de Exidy, CompuData prosigue la distribución hasta que es descatalogado. Con el tiempo CompuData pasa a llamarse Tulip Computers, que es conocida por sus equipos PC y, sobre todo, por haberse hecho también con los derechos de la marca Commodore. La división Exidy Data Systems se vendió a una empresa de Wall Street, Biotech, en 1983.

## Historia

### Orígenes
Paul Terrell ingresó a la industria de la computación al iniciar la primera tienda de computadoras personales, la Byte Shop, en 1975. Para 1977, la tienda se había convertido en una cadena de 58 tiendas, y Terrell vendió la cadena a John Peers of Logical Machine Corporation.
Con tiempo libre en sus manos, Terrell comenzó a buscar nuevas empresas. Quería una computadora de consumo que fuera fácil de usar más allá de cualquier cosa actualmente en el mercado. En ese momento, el Commodore PET y el Tandy TRS-80 ofrecían la experiencia lista para usar que él consideraba esencial, pero requerían un costoso monitor de computadora a pesar de sus gráficos inadecuados. El Apple II tenía gráficos y colores superiores, pero requería un poco de ensamblaje por parte del usuario antes de estar operativo.
El objetivo de Terrell era una máquina que ofreciera lo mejor de ambos mundos. Buscando un nombre adecuado, señaló: «Las computadoras son como magia para las personas, así que démosles magia informática con la computadora Sorcerer» (Sorcerer significa hechicero, brujo, en inglés).

### Exidy
Terrell era amigo de HR "Pete" Kauffman y Howell Ivy de Exidy, un exitoso fabricante de juegos de arcade. Terrell señaló que «sus diseños gráficos con una computadora eran tan buenos que me sacarían veinticinco centavos del bolsillo». Howell, vicepresidente de ingeniería, era un entusiasta de la informática y estaba interesado en el concepto de Terrell. La lista de deseos de mejoras de diseño sobre los existentes fue así:
- Una computadora con teclado que podría conectarse a un televisor como Apple II y TRS-80, pero también conectarse a un monitor de computadora para mostrar gráficos de alta resolución.
- Un conjunto de caracteres gráficos fácilmente programables como el Commodore PET, para que los aspirantes a programadores pudieran escribir programas en lenguaje BASIC que impresionarían a sus amigos. El diseño de Sorcerer fue elocuente con la resolución más alta del mercado, e innovador porque los caracteres gráficos se podían reprogramar para representar cualquier tipo de carácter de 8x8 que el programador quisiera y no eran fijos como los caracteres gráficos del Commodore PET. Howell hizo un trabajo tan bueno en esta área del diseño que logró el premio «Más innovador» en el Consumer Electronics Show después de su presentación.
- El chip de microcomputadora más rápido con la mayor compatibilidad de software en el mercado. Exidy Sorcerer usó el procesador Z80 de Zilog Corp. (igual que el TRS-80 de Tandy, mientras que Apple II y Commodore PET usaron el procesador 6502 de MOS Technology), lo que le permitió ejecutar el mismo software de lenguaje BASIC que se estaba convirtiendo en uno de los primeros estándares en la industria de las computadoras personales, el Microsoft BASIC. Exidy fue una de las primeras empresas en licenciar software de Microsoft después de que se separaron de MITS, Inc. y antes de mudarse de Nuevo México a Seattle.
- Cartuchos de software enchufables para que el usuario de la computadora pueda comenzar a usar la computadora inmediatamente al encenderla. El usuario no tendría que cargar un programa desde cinta o disco para comenzar a operar la computadora. Exidy proporcionaría tres cartuchos de programa bajo licencia: Microsoft 8K BASIC, Cartucho de procesador de texto (que era el rey de las aplicación para PC en ese momento) y un cartucho ensamblador (para que los programadores escriban su propio software personalizado para aplicaciones privativas). Se proporcionaron cartuchos en blanco para aplicaciones personalizadas y la aplicación más popular fueron los juegos de caracteres de idiomas extranjeros generados por el cliente, lo que convirtió a Exidy Sorcerer en la PC internacional más popular.[cita requerida]
- Una unidad de expansión diseñada para el bus industrial estándar S-100, de modo que todos los productos periféricos de bajo costo disponibles en ese momento pudieran conectarse para configurar un sistema informático.

### Lanzamiento en los EE. UU.
El Sorcerer hizo su debut en el Long Beach Computer Show en abril de 1978. Las ampliaciones estándar que se conectaban en la carcasa del teclado (incluidos en el precio base de la unidad) eran un puerto de impresora, un puerto de casete para almacenamiento de masa y puerto serial para comunicaciones. Algunos de estos se incluyeron con los productos y otros fueron complementos.
El Exidy Sorcerer tenía un precio competitivo de US$895 (equivalente a $4181 en 2023) y salió al mercado en Long Beach, California, en abril de 1978 y generó pedidos por 4000 unidades en la introducción. Los envíos no comenzaron hasta más tarde ese verano.
Exidy vendió los derechos del diseño de Exidy Sorcerer a Dynasty Computer Corp. de Dallas, Texas. Hicieron actualizaciones menores y lo relanzaron como "Dynasty smart-ALEC".

### Éxitos fuera de los EE. UU.
La exportación de computadoras personales se complicó por el requisito de la aprobación del Departamento de Estado del Gobierno de los Estados Unidos, pero esto se vio más que compensado por la ventaja financiera que brindan los términos habituales de exportación de venta bajo carta de crédito, que genera efectivo inmediato, en comparación con los pagos de los minoristas nacionales, que eran a 30 días. Por lo tanto, Exidy deseaba concentrarse en las ventas internacionales, aunque reconocía la importancia de su presencia en los Estados Unidos para fines de desarrollo y mercadeo.
Exidy llevó esto a otro nivel al otorgar licencias de producción tanto a nivel nacional como internacional, aumentando la producción total y la penetración en el mercado sin recurrir al flujo de caja. Con su exclusivo conjunto de caracteres programables para caracteres de idiomas extranjeros, Exidy Sorcerer estaba en una liga propia. Los pagos anticipados de regalías y las tarifas de licencia hicieron de este negocio una prioridad para Exidy, Inc.
Los primeros Sorcerers vendidos en el Reino Unido fueron importados directamente de los Estados Unidos por una pequeña empresa con sede en Cornualles llamada Liveport Ltd. Liveport también diseñó y construyó cartuchos ROM-PAC adicionales y una unidad de disquete adicional (basada en las unidades Micropolis) que no requerían el costoso chasis S-100. Las ventas de Sorcerer en Europa continental fueron bastante sólidas a través de su distribuidor, Compudata Systems. La máquina tuvo su mayor éxito en 1979 cuando la empresa de radiodifusión holandesa TELEAC, en un movimiento que luego sería emulado por la BBC con su BBC Micro, decidió introducir su propia computadora personal. La empresa belga DAI fue contratada originalmente para diseñar la máquina, pero no la entregaron y Compudata entregó varios miles de Sorcerer en su lugar.
Las ventas en Europa fueron sólidas y, cuando el gobierno holandés respaldó las computadoras para pequeñas empresas, Compudata decidió licenciar el diseño Exidy para la construcción local en los Países Bajos, con el apoyo del gobierno. Después de varios años de producción de Exidy, Compudata desarrolló su propia máquina basada en el Intel 8088 de 16 bits, llamada Tulip, reemplazando a Sorcerer en 1983. Uno de los mayores grupos de usuarios de computación en los Países Bajos fue el ESGG (Exidy Sorcerer Gebruikers Groep) que publicó un boletín mensual en dos ediciones, holandés e inglés. Durante algún tiempo, fueron el grupo más numeroso de la federación HCC (Hobby Computer Club). La empresa holandesa De Broeders Montfort fue un importante fabricante de firmware.
The Sorcerer tuvo éxito en Australia como resultado de una fuerte promoción por parte de su agente exclusivo Dick Smith Electronics, aunque hubo resistencia por los precios, ya que se consideraba fuera del alcance de la mayoría de los aficionados. El grupo de usuarios de computadoras Sorcerer de Australia (SCUA) apoyó activamente a Sorcerer mucho después de que Exidy lo descontinuó, con actualizaciones de RAM, aumentos de velocidad, la «tarjeta de 80 columnas», e incluso un programa de monitor de reemplazo, SCUAMON.
La historia del Sorcerer tiene algunos paralelismos con los intentos del competidor de Exidy, Bally, de construir una computadora doméstica basada en la Astrocade. En contraste con las capacidades de texto limitadas de Astrocade (y Datamax UV-1), pero con excelentes gráficos, Sorcerer tenía un texto excelente y solo gráficos limitados.[cita requerida]

## Descripción
El Sorcerer era una combinación de partes de una máquina de bus S-100 estándar y su circuito de visualización personalizado. La máquina incluía el Zilog Z80 y varias funciones de bus necesarias para ejecutar el sistema operativo CP/M, pero las colocó dentro de una carcasa «cerrada», con un teclado incorporado similar a las máquinas como el Commodore PET, el Commodore 64 y la familia Atari de 8 bits. El teclado del Sorcerer era una unidad de alta calidad. El teclado incluía una tecla "Gráficos" personalizada, que permitía ingresar fácilmente el conjunto de caracteres extendido, sin tener que trabajar demasiado con la tecla Control, la solución más común en otras máquinas. Liderando a sus pares, el Sorcerer incluyó caracteres en minúsculas como característica estándar.
A diferencia de la mayoría de las máquinas S-100 CP/M de su época, Sorcerer no tenía ranuras de expansión internas y todo lo que se necesitaba para la informática básica estaba integrado. Se requería un monitor de video estándar para la visualización y, opcionalmente, se necesitaba una platina de casete de audio estándar para el almacenamiento de datos. El Sorcerer incluía una pequeña ROM que contenía un simple monitor de código de máquina que permitía controlar la máquina en el nivel de lenguaje de máquina, así como cargar programas de cinta de casete o cartuchos. Los cartuchos, conocidos como "ROM PAC", se construyeron reemplazando la cinta interna en un cartucho de cinta de ocho pistas con una placa de circuito y un conector de borde para interfaz con el Sorcerer.
La máquina se podía usar sin ninguna expansión, pero si el usuario deseaba usar tarjetas S-100, podía hacerlo con un chasis de expansión externo. Este estaba conectado a la parte posterior de la máquina a través de un conector de 50 pines. Usando el chasis de expansión, el usuario podía admitir directamente disquetes y arrancar desde ellos en CP/M (sin los cuales los discos no funcionaban). Otra opción de expansión era una jaula externa grande que incluía un conjunto completo de ranuras S-100, lo que permitía usar Sorcerer como una máquina S-100 «completa». Otra opción más combinaba los disquetes, el chasis de expansión y un pequeño monitor en una sola carcasa.
Los gráficos del Sorcerer suenan impresionantes, con una resolución de 512×240, cuando la mayoría de las máquinas de la época admitían un máximo de 320×200. Estas resoluciones más bajas fueron un efecto secundario de la incapacidad del hardware de video para leer los datos de la pantalla de la RAM lo suficientemente rápido; dada la baja velocidad de las máquinas, terminarían pasando todo su tiempo manejando la pantalla. La clave para construir un sistema utilizable fue reducir la cantidad total de datos, ya sea reduciendo la resolución o reduciendo la cantidad de colores.
El Sorcerer, en cambio, eligió otro método completamente diferente, que consistía en utilizar gráficos de caracteres definibles. Había 256 caracteres posibles para cada ubicación de pantalla. La mitad inferior se fijó en la ROM y contenía el conjunto de caracteres ASCII habitual. La mitad superior se definió en RAM. Esta área se cargaría con un conjunto predeterminado de gráficos al reiniciar, pero podría redefinirse y usarse en lugar de gráficos de pixel direccionables. De hecho, la máquina en realidad estaba dibujando una pantalla de 64 × 30 (8 × 8 caracteres) que estaba dentro de las capacidades del hardware. Sin embargo, esto significaba que todos los gráficos tenían que estar dentro de un patrón de tablero de ajedrez en la pantalla y, en general, el sistema era menos flexible que las máquinas con gráficos «reales». Además, la alta resolución estaba mucho más allá de la capacidad de un televisor a color promedio, un problema que resolvieron al no admitir el color. En este sentido, Sorcerer era similar al PET y al TRS-80 en que solo tenía «caracteres gráficos» para dibujar, pero al menos en el Sorcerer se podía definir un conjunto personalizado. También era posible proporcionar animación mediante el reemplazo de caracteres o redefiniendo el mapa de bits del carácter.
Dadas estas limitaciones, la calidad de los gráficos del Sorcerer fue excelente. El uso inteligente de varios caracteres para cada gráfico permitió a los programadores crear un movimiento suave en la pantalla, independientemente de los límites de las celdas de los caracteres. Una limitación más sorprendente, dada la génesis de la máquina, es la falta de salida de sonido. Luego, los desarrolladores emprendedores estandarizaron el uso de dos pines del puerto paralelo, al que se esperaba que los usuarios conectaran un altavoz.
Se incluyó un cartucho Standard BASIC con la máquina. Este cartucho era esencialmente el Microsoft BASIC común que ya se usaba ampliamente en el mundo CP/M. Una modificación fue la adición de reemplazos de una sola tecla para los comandos BASIC comunes, presionando GRAPHICS-P insertaría la palabra PRINT por ejemplo, lo que permitiría una entrada de mayor velocidad. La máquina incluía puertos de entrada/salida de sonido en la parte posterior que podían conectarse a una grabadora de cinta de casete, por lo que BASIC podía cargar y guardar programas en cinta sin necesidad de una unidad de disco. También se anunció un cartucho Extended BASIC que requería 16 KB, pero no está claro si realmente estaba disponible; Extended BASIC de Microsoft estaba disponible en casete. Otro cartucho popular fue el PAC de procesador de textos, que contenía una versión del primer programa de procesador de textos Spellbinder. Una falla constante de la ROM en el procesador de textos PAC era la configuración del interruptor de estado de la impresora, pero la mayoría de las personas estaban al tanto y la apagaban al principio del encendido.[cita requerida]
Los hermanos Montfort hicieron un EPROM PAC con una batería recargable en el interior y 16 kB de RAM con un interruptor externo de protección contra escritura. Por lo tanto, el software de arranque podía cargarse en el paquete y conservarse durante un período más largo.
Muchas máquinas CP/M se diseñaron para permitir que el espacio de direcciones de 16 bits completo de 64 kB se llene con memoria. Esto fue problemático en Exidy Sorcerer. 32 kB podían llenarse fácilmente. Otros 16 kB eran el espacio de direcciones del cartucho ROM. Esto podía completarse, pero requería deshabilitar la capacidad del cartucho ROM. El sistema requería los últimos 16 kB para E/S, particularmente para el video, y habría requerido una modificación extensa del sistema.

## Características
Las características del Sorcerer son:
- Microprocesador Zilog Z80 a 2,106 MHz
- ROM de 4 Kb ampliables mediante cartuchos de memoria (ROM PAC) de 4 a 16 Kb. La ROM base contiene un pequeño programa monitor, mientras que el BASIC viene en un cartucho aparte (entregado de serie con el equipo)
- RAM de 4 Kb ampliable a 48 Kb
- Carcasa grande, de 49 x 33 x 10,2 cm en color marrón claro, con la zona del teclado, puerto de cartuchos y tapa inferior en marrón oscuro. El equipo pesa unos 5,9 kg (lo que deja la foto publicitaria del adolescente con el equipo en una mano en irreal).
- Teclado ASCII de 63 teclas, con Keypad de 16 teclas. Las tapas de las teclas pueden cambiarse (el ROM PAC Word Processor viene con su propio juego de tapas), lo que puede justificar el que aparte del juego oficial de teclas en el color claro excepto 5 en marrón oscuro, haya equipos con teclas rojas, etc. Es capaz de mayúsculas y minúsculas (un extra en aquellos momentos).

- Pantalla con dos modos
  - Texto de 64 x 30 con 2 colores
  - Gráficos de 512 x 240 con 2 colores

Para evitar la ralentización que supone una alta resolución se recurre a usar los caracteres. Los primeros 127 vienen fijos en ROM con el ASCII estándar, pero el resto pueden redefinirse, con lo que al ser una matriz de 8x8 nos da que 64x8=512 y 30*8=240. No se da soporte al color para aligerar también la carga de la CPU.
- Sonido: de serie no tiene, pero se estandariza el conectar a dos pines del puerto paralelo un altavoz.
- Como soporte nativo utiliza :
  - Cartucho ROM de 4 a 16 Kb
  - Casete a 1200 baudios o 300 baudios (conmutable por software)
  - Disquetes en formato CP/M

- Sus conectores de entrada / salida son
  - Sócalo de cartucho en el lateral derecho
  - Puerto serie RS-232
  - Puerto de impresora paralelo
  - Dos puertos de casete
  - Puerto de Video
  - Bus de expansión (S100)

## Ampliaciones
- Unidades de disco para ejecutar CP/M
- Expansion Unit, con un coste de US$419 (equivalente a $1957 en 2023)
- Video/Disk, con un precio de US$2995 (equivalente a $13 991 en 2023)